# Myheritage
MyHeritage är en släktforskningsplattform online med webb-, mobil-, och mjukvaruprodukter och tjänster som har utvecklats och populariserats av det israeliska företaget MyHeritage med början 2003. Plattformens användare kan skapa släktträd, ladda upp och bläddra igenom fotografier och söka bland miljarder av globala historiska dokument, tillsammans med andra funktioner. Tjänsten kan sedan 2016 användas på 42 språk och har omkring 92 miljoner användare världen över. Företaget har huvudkontor i Or Yehuda, Israel och kontor i Tel Aviv, Kiev, Ukraina, Lehi, Utah och Burbank, Kalifornien.

## Historia

### 2003-2007: Grundandet av företaget och de första åren

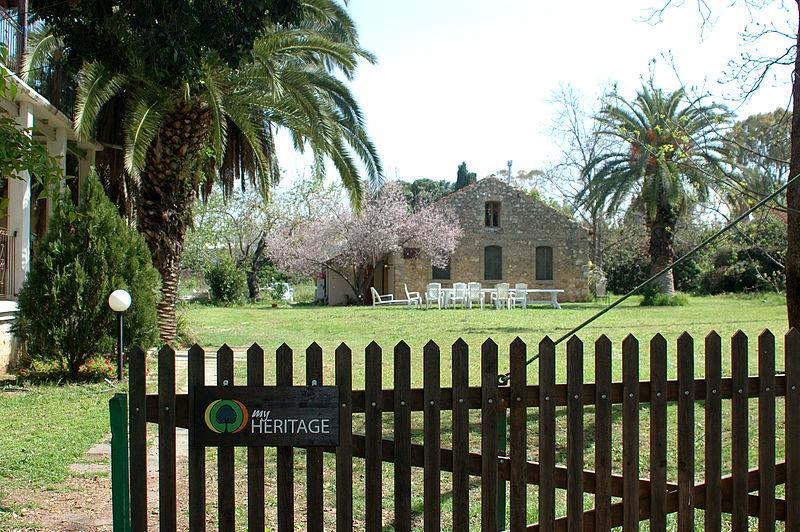
MyHeritages första kontor i byn Bnei Atarot, Israel

Myheritage grundades 2003 av Gilad Japhet (som 2011 fortfarande var verksam som företagets vd). Japhet startade företaget i sitt vardagsrum i moshaven Bnei Atarot. Under en längre tid var företagets huvudkontor i en familjs bondgård i Bnei Atarot. I dess linda var företaget nästan helt självfinansierat. År 2005 mottog företaget sin första finansiering från affärsänglar. Tjänsten gick då från att vara kostnadsfri till affärsmodellen freemium.
Redan från början uppmuntrade Myheritage användare att ladda upp släktinformation från mjukvaruprogram. Informationen kunde ses online, men inte ändras. År 2006 introducerade Myheritage nya funktioner, inklusive en mjukvara för ansiktsigenkänning som kände igen ansiktsdrag från en databas av fotografier med syfte att länka ihop individer. I december 2006 förvärvades företaget Pearl Street Software, som var skaparna till en släktträdsmjukvara (Family Tree Legends) och släktträdsinlämningssidan (GenCircles), innehållande över 160 miljoner profiler och 400 miljoner offentliga poster.
År 2007 hade Myheritage 150 000 släktträd, 180 miljoner personprofiler, 100 miljoner fotografier och 17,2 miljoner användare världen över. Tjänsten fanns tillgänglig på 17 språk. Företaget började erbjuda webbaserade funktioner som gjorde det möjligt för användare att ladda upp släktinformation direkt på Myheritages webbplats. Myheritage hade även fått nio  miljoner dollar i finansiering av investerare, varav hälften kom från Accel.

### 2008-2012: Förvärv och expansion

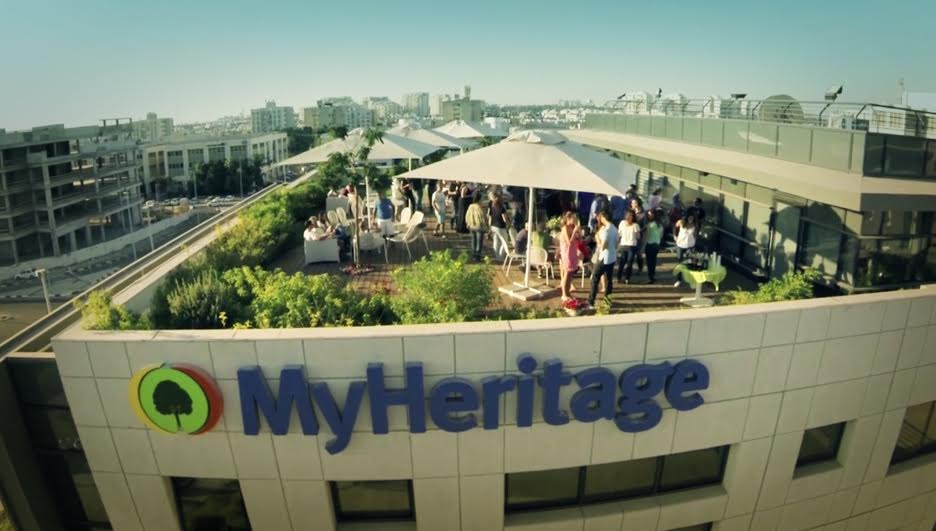
Myheritages huvudkvarter i Or Yehuda, Israel

År 2008 fick Myheritage 15 miljoner dollar från en investeringsgrupp, där Index Ventures och Accel ingick. Då hade webbplatsen växt till 260 miljoner personprofiler, 25 miljoner användare, 230 miljoner fotografier och kunde användas på 25 språk. Strax efter mottagandet av finansieringen förvärvades Kindo, en brittiskbaserad släktträdstjänst. Året 2009 lanserades en ny version av den kostnadsfria mjukvaran Family Tree Builder, som inkluderade möjligheten att synka mellan mjukvaran och webbplatsen.
År 2010 förvärvade företaget den Tysklandsbaserade OSN-gruppen, ett nätverk av släktträdswebbplatser med sju  släktforskningssidor under sitt namn. Ett par av webbplatserna i OSN-gruppen var Verwandt.de i Tyskland, Moikrewni.pl i Polen och Dynastree.com i USA. Förvärvet gav Myheritage fler nya funktioner (som möjligheten att skapa heraldiska vapen, sammanslagning av släktträd och en öppning till det påbörjade skapandet av en mobilapplikation) och totalt 540 miljoner personprofiler, 47 miljoner aktiva användare och 13 miljoner släktträd. År 2011 ökade antalet personprofiler till 760 miljoner och 56 miljoner användare efter att Myheritage förvärvade Polenbaserade Bliscy.pl, en webbplats för släktforskning.
Andra förvärv 2011 inkluderade det nederländska familjenätverket Zooof; BackupMyTree, en säkerhetskopieringstjänst designad för att skydda upp till 9TB av släkthistorisk data offline och FamilyLink, en utvecklare av sidor med släkthistoriskt innehåll och ägare till en stor databas av historiska poster (WorldVitalRecords.com som inkluderar folkräknings-, födelse-, döds-, äktenskapsposter med ett arkiv av historiska tidningar). I slutet av 2011 hade Myheritage 60 miljoner användare, 900 miljoner personprofiler, 21 miljoner släktträd och var tillgängligt på 38 språk. Företaget lanserade även den första versionen av sin mobilapp för iOS- och Android-enheter.
Under 2012 översteg Myheritage en miljard personprofiler och lanserade flera funktioner, inklusive SuperSearch, en sökmotor med miljarder historiska poster, och Record Matching, en teknologi som automatiskt jämför Myheritages historiska poster med profiler på sidan, och meddelar användare när en matchning har gjorts för en släkting i deras träd.
I november 2012 förvärvade Myheritage sin huvudkonkurrent Geni. Företaget behöll Genis anställda och drev företaget som en separat enhet i Los Angeles, Kalifornien. Geni grundades av David Sacks 2007 och är en webbplats för släktforskning med målet att skapa ”ett världsträd”. Uppköpet gav Myheritage sju miljoner nya användare, vilket ledde till ett totalt användarantal på 72 miljoner. Vid tidpunkten hade Myheritage även 27 miljoner släktträd och 1,5 miljarder personprofiler och fanns tillgängligt på 40 språk. Förutom uppköpet av Geni fick Myheritage 25 miljoner dollar i finansiering av Bessemer Venture Partners.

### 2013-nutid: Samarbeten, ytterligare tillväxt och annat
År 2013 inledde Myheritage i ett strategiskt samarbete med FamilySearch för att använda deras teknologier med syftet att ge sina användare hjälp att enklare hitta anfäder. Vid tidpunkten hade Myheritage 75 miljoner registrerade användare och 1,6 miljarder personprofiler. Företaget fick även tillgång till alla poster från de amerikanska folkräkningarna 1790-1940. I april 2013 lanserade Myheritage Family Tree Builder 7.0, som inkluderade ett par nya funktioner som: synk, Unicode, och Record Matches. MyHeritage introducerade även webbfunktionen Record Detective, som automatiskt gör kopplingar mellan olika historiska poster.
Under 2014 meddelade Myheritage samarbete med ett flertal företag och organisationer. I februari 2014 inledde Myheritage ett samarbete med Billiongraves för att digitalisera och dokumentera världens kyrkogårdar genom ett globalt initiativ. I oktober 2014 började Myheritage att samarbete med 23andme, ett företag som säljer DNA-test för personligt bruk, för att kunna erbjuda detta till sina användare. I oktober samma år inledde även företaget ett samarbete med EBSCO Information Services, för att kunna ge utbildningsinstitutioner (bibliotek, universitet etc.) fri tillgång till Myheritages databas innehållande historiska dokument. I december 2014 undertecknade Myheritage ett avtal med det danska riksarkivet för att indexera folkräknings- och församlingsposter från 1646-1930 (totalt 120 miljoner poster). Företaget översteg även fem miljarder historiska poster i sin databas under 2014 och lanserade Instant Discoveries™, som gör det möjligt för användare att lägga till hela släktgrenar direkt till sitt släktträd.
2015 nådde Myheritage 6,3 miljarder historiska poster, 80 miljoner registrerade användare och fanns tillgänglighet på 42 språk. De lanserade även Global Name Translation-teknologin som automatiskt översätter namn mellan olika språk för att göra sökningar efter anfäder effektivare.

## Produkter och tjänster
Myheritages produkter och tjänster existerar i en sfär av webb, mobil och nedladdningsbar programvara. Företagets webbplats använder sig av affärsmodellen freemium. Det är kostnadsfritt att registrera sig, påbörja släktträd och skapa matchningar. Webbplatsen ger förhandsvisningar av historiska poster och tidningar, och från andra släktträd, men för att kunna läsa fullständiga versioner av dessa dokument eller bekräfta relationer krävs det att användaren har ett betalabonnemang. Dessutom kan endast betalande användare kontakta andra medlemmar.
Myheritage onlinedatabas innehåller 6,3 miljarder historiska poster inklusive: folkräknings-, födelse-, äktenskaps-, döds-, militär-, och emigrationsdokument, samt historiska tidningar. Funktionerna i SuperSearch ger användare möjlighet att söka igenom sajtens hela katalog av historiska poster för att hitta information om potentiella familjemedlemmar. Användare kan ladda upp fotografier till sina släktträd. Myheritages mobilapp är tillgänglig för iOS- och Android-enheter och erbjuder en rad olika funktioner som bland annat ger möjligheten att titta och redigera släktträd, forska i historiska databaser och fånga och dela fotografier.

### Matchningsteknologier
Myheritage använder ett flertal matchningsteknologier för släktforskning. Dessa inkluderar: Smart Matching, Record Matching, Record Detective, Instant Discoveries, Global Name Translation och Search Connect. Smart Matching används för att korshänvisa en användares släktträd med släktträd tillhörande andra användare. Funktionen tillåter användare att nyttja information om sin släkt, från andra, potentiella besläktade användare. Record Matches använder sig av ett liknande koncept, men där jämförs och matchas det mellan släktträd och historiska poster istället för andra släktträd.
Record Detective är en teknik som länkar besläktade historiska poster, baserat på information från en historisk post. Den använder existerande släktträd för att göra kopplingar mellan posten (till exempel ett döds- eller äktenskapsbevis). Instant Discoveries är en funktion som jämför användares släktträd med andra släktträd och poster och visar direkt en stor mängd ny släktinformation som har hittats i dessa källor, vilket kan läggas till som en helt ny gren i trädet. Global Name Translation ger användare möjlighet att söka efter en släkting på föredraget språk men motta historiska dokument innehållande deras släktingars namn på andra språk.
Search Connect är en funktion som annonserades av Myheritage i juli 2015 och som lanserades i november samma år. Funktionen indexerar sökningar utifrån metadata som: datum, platser, släktingar etc. och visar dem som sökresultat när andra har utfört liknande sökningar. Funktionen parar ihop användare som har utfört likartade sökningar för att skapa samarbeten.
DNA-tester erbjuds genom Myheritage tack vare samarbete med Family Tree DNA och 23andMe.

### Family Tree Builder
Family Tree Builder är en kostnadsfri nedladdningsbar mjukvara som ger användare möjlighet att bygga släktträd, ladda upp fotografier, titta på diagram och statistik och mycket mer. Mjukvaran är gratis att ladda ner, men precis som med Myheritages webbplats, utgår den från affärsmodellen freemium, där användare kan köpa Premiumabonnemang för att få tillgång till fler funktioner. Den nuvarande versionen av mjukvaran (Family Tree Builder 7.0) lanserades 2013 och innehöll nya funktioner som Record Matching, stöd för Unicode och ett nytt synkningssystem. Informationen i Family Tree Builder kan ses och uppdateras på Myheritages webbplats och i Myheritages mobilapp.

## Erkännanden och priser
År 2013 valdes Myheritage ut av Globes som det mest lovande israeliska uppstartsbolaget 2013–2014. Företaget rankades som det bästa av 4 800 uppstartsföretag. Samma år rankande Deloitte MyHeritage som ett av de tio snabbast växande företagen från Europa, Mellanöstern och Afrika (EMEA) i sin Deloitte Fast 500-lista.